# Station Taishibashi-Imaichi
Station  Taishibashi-Imaichi  (太子橋今市駅,  Taishibashi-Imaichi-eki) is een metrostation in de wijk Asahi-ku in Osaka, Japan. Het wordt aangedaan door de Tanimachi-lijn en de Imazatosuji-lijn. Het station ligt op de gemeentegrens van de steden Osaka en Moriguchi, waarbij de perrons van de Tanimachi-lijn in Osaka en Moriguchi liggen en die van de Imazatosuji-lijn geheel in Moriguchi.

## Lijnen

### Tanimachi-lijn(stationsnummer T13)
| 1 | ■ Tanimachi-lijn | richting Higashi-Uemda, Tennōji en Yao-Minami |
| 2 | ■ Tanimachi-lijn | richting Dainichi                             |

### Imazatosuji-lijn(stationsnummer I14)
| 1 | ■ Imazatosuji-lijn | richting Gamō Yonchōme, Midoribashi en Imazato |
| 2 | ■ Imazatosuji-lijn | richting Station Itakano                       |

## Geschiedenis
Het station werd in april 1977 geopend aan de Tanimachi-lijn. In 2006 werd het gedeelte van de Imazatosuji-lijn geopend.

## Overig openbaar vervoer
Bussen 34, 35, 83, 86, 110 en 110A

## Stationsomgeving
- Stations Dōi en Takii aan de Keihan-lijn
- Osaka Shinyō Bank
- Risona Bank
- Mitsui Sumitomo Bank
- Geneeskundige Universiteit Kansai
- Asahidori winkelpromenade
- Keihan Taishibashi-plein:
  - Boekenmarkt
  - McDonald's
  - An3 (gemakswinkel)
- Keihan winkelpromenade
- Kagonoya (restaurantketen)
- Konami Sports Club
- 7-Eleven
- Toyosato-brug

Dainichi · Moriguchi · Taishibashi-Imaichi · Sembayashi-Omiya · Sekime-Takadono · Noe-Uchindai · Miyakojima · Tenjimbashisuji Rokuchōme · Nakazakicho · Higashi-Umeda · Minami-Morimachi · Temmabashi · Tanimachi Yonchōme · Tanimachi Rokuchōme · Tanimachi Kyūchōme · Shitennōji-mae Yūhigaoka · Tennōji · Abeno · Fuminosato · Tanabe · Komagawa-Nakano · Hirano · Kire-Uriwari · Deto · Nagahara · Yao-Minami
Itakano · Zuikō Yonchōme · Daidō-Toyosato · Taishibashi-Imaichi · Shimizu · Shimmori-Furuichi · Sekime-Seiiku · Gamō Yonchōme · Shigino · Midoribashi · Imazato